# Г'юстон (Міссісіпі)
Г'юстон (англ. Houston) — місто (англ. city) в США, в окрузі Чикасо штату Міссісіпі. Населення — 3797 осіб (2020).

## Географія
Г'юстон розташований за координатами 33°53′46″ пн. ш. 89°0′13″ зх. д. / 33.89611° пн. ш. 89.00361° зх. д. (33.896187, -89.003490).  За даними Бюро перепису населення США в 2010 році місто мало площу 19,15 км², з яких 19,11 км² — суходіл та 0,05 км² — водойми.

### Клімат
Місто знаходиться у зоні, котра характеризується вологим субтропічним кліматом. Найтепліший місяць — липень із середньою температурою 26.4 °C (79.6 °F). Найхолодніший місяць — січень, із середньою температурою 4.9 °С (40.9 °F).
| Клімат Г'юстона         | Клімат Г'юстона | Клімат Г'юстона | Клімат Г'юстона | Клімат Г'юстона | Клімат Г'юстона | Клімат Г'юстона | Клімат Г'юстона | Клімат Г'юстона | Клімат Г'юстона | Клімат Г'юстона | Клімат Г'юстона | Клімат Г'юстона | Клімат Г'юстона |
| Показник                | Січ.            | Лют.            | Бер.            | Квіт.           | Трав.           | Черв.           | Лип.            | Серп.           | Вер.            | Жовт.           | Лист.           | Груд.           | Рік             |
| Абсолютний максимум, °C | 28,9            | 30,6            | 30              | 35              | 35,6            | 39,4            | 40,6            | 42,8            | 40              | 36,1            | 30              | 26,7            | 42,8            |
| Середній максимум, °C   | 11              | 13,3            | 18,1            | 23,3            | 27,2            | 31              | 32,8            | 32,4            | 29,4            | 24,2            | 17,8            | 12,6            | 22,8            |
| Середня температура, °C | 4,9             | 6,9             | 11,3            | 16,4            | 20,6            | 24,6            | 26,4            | 25,8            | 22,5            | 16,3            | 10,6            | 6,3             | 16,1            |
| Середній мінімум, °C    | −1              | 0,4             | 4,5             | 9,4             | 13,9            | 18,2            | 20,1            | 19,2            | 15,6            | 8,6             | 3,6             | 0               | 9,4             |
| Абсолютний мінімум, °C  | −23,3           | −17,2           | −12,2           | −5              | 0,6             | 4,4             | 10              | 7,8             | −0,6            | −8,9            | −13,3           | −17,8           | −23,3           |
| Норма опадів, мм        | 135             | 128             | 154             | 137             | 124             | 114             | 107             | 88              | 94              | 74              | 127             | 144             | 1425            |
| Днів з опадами          | 10              | 9               | 10              | 9               | 9               | 9               | 9               | 7               | 7               | 6               | 8               | 10              | 103             |
| Днів зі снігом          | 0,5             | 0,1             | 0,1             | 0               | 0               | 0               | 0               | 0               | 0               | 0               | 0               | 0,1             | 0,8             |
| ----------------------- | --------------- | --------------- | --------------- | --------------- | --------------- | --------------- | --------------- | --------------- | --------------- | --------------- | --------------- | --------------- | --------------- |
| Джерело: Weatherbase    |                 |                 |                 |                 |                 |                 |                 |                 |                 |                 |                 |                 |                 |

## Демографія
Згідно з переписом 2010 року, у місті мешкали 3623 особи в 1380 домогосподарствах у складі 934 родин. Густота населення становила 189 осіб/км².  Було 1556 помешкань (81/км²).
Расовий склад населення:
| - 51,0 % — білих - 41,4 % — чорних або афроамериканців - 0,7 % — азіатів - 0,1 % — корінних американців - 5,3 % — осіб інших рас |

До двох чи більше рас належало 1,4 %. Частка іспаномовних становила 7,2 % від усіх жителів.
За віковим діапазоном населення розподілялося таким чином: 29,5 % — особи молодші 18 років, 54,7 % — особи у віці 18—64 років, 15,8 % — особи у віці 65 років та старші. Медіана віку мешканця становила 33,6 року. На 100 осіб жіночої статі у місті припадало 80,6 чоловіків;  на 100 жінок у віці від 18 років та старших — 74,2 чоловіків також старших 18 років.
Середній дохід на одне домашнє господарство  становив 40 602 долари США (медіана — 28 056), а середній дохід на одну сім'ю — 49 670 доларів (медіана — 35 000). За межею бідності перебувало 26,8 % осіб, у тому числі 40,4 % дітей у віці до 18 років та 22,9 % осіб у віці 65 років та старших.
Цивільне працевлаштоване населення становило 1461 осіб. Основні галузі зайнятості: виробництво — 37,0 %, освіта, охорона здоров'я та соціальна допомога — 21,4 %, роздрібна торгівля — 15,9 %.